# ديرو خوسيه إسالاس
ديرو خوسيه إسالاس (بالإسبانية: Dairo José Esalas)‏ مواليد 27 يناير 1974 في سوكري، كولومبيا، هو ملاكم محترف كولومبي يصنف ضمن فئة وزن الوسط.

## إحصائيات
خاض خلال مسيرته 48 نزالا، فاز في 31 ولم يتعادل وخسر في 17. فاز بالضربة القاضية في 25 نزالا.

## روابط خارجية
- ديرو خوسيه إسالاس على موقع بوكس ريك (الإنجليزية) (registration required)
- ديرو خوسيه إسالاس على موقع أوليمبيديا (الإنجليزية)